# Tachibana Koichirō
Tachibana Koichirō est un nom japonais traditionnel ; le nom de famille (ou le nom d'école), Tachibana, précède donc le prénom (ou le nom d'artiste).
Le baron Tachibana Koichirō (立花小一郎) (20 mars 1861 - 15 février 1929) est un général de l'armée impériale japonaise,

## Biographie
Tachibana est le fils aîné d'une famille samouraï du domaine de Miike (actuelle préfecture de Fukuoka). En décembre 1883, il entre dans la 6e promotion de l'établissement prédécesseur de l'académie de l'armée impériale japonaise et est nommé sous-lieutenant dans la nouvelle armée impériale. Il est diplômé avec les honneurs de la 5e promotion de l'école militaire impériale du Japon en décembre 1889 et est assigné à l'État-major de l'armée impériale japonaise. Durant la première guerre sino-japonaise, Tachibana sert à l'État-major de la 1re armée. Après la guerre, il est envoyé en Autriche-Hongrie de 1896 à 1899 pour une formation.
De retour au Japon, Tachibana est assigné à l'armée japonaise de garnison de Chine, devenant conseiller militaire de Yuan Shikai. Revenu au Japon, il devient le chef du département du personnel du ministère de la Guerre.
Au début de la guerre russo-japonaise, Tachibana est vice-chef d'État-major de la 4e armée du général Nozu Michitsura. En mars 1905, il est promu colonel et revient au Japon peu après la bataille de Mukden pour servir à l'État-major du quartier-général impérial. Il est l'un des représentants du Japon aux négociations du traité de Portsmouth concluant la guerre, puis est ensuite envoyé comme attaché militaire aux États-Unis.
En août 1908, Tachibana est promu major-général et commandant de la 22e brigade d'infanterie, puis de la 30e, et enfin de la 1re brigade de la garde impériale. Il est ensuite chef d'État-major de l'armée japonaise de Corée et chef de la police militaire kenpeitai dans le gouvernement-général de Corée. En août 1914, Tachibana est promu lieutenant-général. Il commande ensuite les 19e et 4e divisions, et est le premier commandant-en-chef de la nouvelle armée japonaise du Guandong de 1919 à 1921.
En août 1920, Tachibana est promu général et de janvier 1921 à novembre 1922, il est le dernier commandant-en-chef de la force expéditionnaire japonaise de l'intervention en Sibérie. Par la suite, il sert au conseil de guerre suprême. Il entre dans la réserve en mars 1923 et reçoit le titre de baron (danshaku) selon le système de noblesse kazoku en octobre de la même année.
D'août 1924 à août 1925, Tachibana est maire de la ville de Fukuoka. De juillet 1925 à sa mort en février 1929, il siège à la chambre des pairs du Japon.